# Acidogenèse
L'acidogenèse est un type de digestion. C'est l'un des plus rapides dans le type anaérobie. Durant l'acidogénèse, les acides aminés, les sucres et les graisses sont transformés en acides organiques. 
Des bactéries dites acidogènes produisent des alcools et des acides organiques, ainsi que de l'hydrogène et du dioxyde de carbone. Ces bactéries appartiennent souvent au genre Clostridium, mais certaines font partie des genres Bacteroides, Bacillus, Pelobacter, Acetobacterium, Ulyobacter ou de la famille des Enterobacteriaceae.
Durant le procédé biologique de méthanisation, l'acidogenèse est la deuxième étape sur quatre, et la plus rapide. En présence d'une grande quantité de matière organique, elle peut produire trop d'acides qui ralentissent, voire empêchent, les réactions suivantes.